# City Arts Centre
The City Arts (Las Artes de la Ciudad) en Dublín, Irlanda, es una organización de arte comunitario fundada en 1973.
Originalmente llamado Centro de Artes de la Ciudad y antes Centro de Artes Grapevine, ocupaba las premisas en North Frederick Street al final de O'Connell Street. Se originó de un grupo de artistas/practicantes que operaban en la frontera del mundo artístico de Dublín.
Masajes de cabeza, arte auditivo, eventos callejeros, conciertos y actos de diversión al azar caracterizaron al grupo, liderado por el director fundador Sandy Fitzgerald. Tenían un programa innovador de artes visuales dirigido por el artista John Carson, más tarde de Artangel en el Reino Unido. Éste incluía los primeros shows de John Kindness entre otros, incluyendo una exhibición de dibujos de niños sobrevivientes de Hiroshima, esto fue organizado por U2.
La relación con U2 continuó en la siguiente fase cuando, en 1988 y hasta el 2001, el City Arts Centre ocupó un edificio en Moss Street cerca de la Estación de Tara Street. U2 proporcionó espacios de ensayo totalmente equipados para bandas jóvenes en el sótano. Encima de estos había un café y un espacio teatral inicialmente administrado por Declan Gorman, y sobre ellos una galería inicialmente administrada por Tommy Weir. Sandy Fitzgerald continuó como director hasta el 2001. El Consejo de Artes nunca apoyó totalmente al centro, favoreciendo al renombrado Project Arts Centre pese al claro liderazgo del City Arts Centre para la comunidad de las artes.
El centro llegó a ser dueño de este edificio, habiéndolo comprado en lo que entonces era un barrio bajo. Pero la propiedad fue adquiriendo valor y el City Arts Centre, bajo la dirección de Declan McGonagle, decidió no solo vender el edificio, sino además cerrar sus programas y comprometerse en lo que llamó Civil Arts Inquiry, una serie de reuniones, eventos y simposios que se prolongaron durante dos años con el objetivo de formular las necesidades y la dirección futura de la comunidad artística. Este proceso resultó ser extremadamente caro y consumió una buena parte del capital inicial obtenido por la venta del edificio.
Para el 2005 "The City Arts Centre" pasó a llamarse "City Arts" y está ubicado en Merrion Square, Dublín.

## Dirección
CityArts

The Basement 46 Merrion Square

Dublin 2, Ireland